# Leichtathletik-Südamerikameisterschaften 1965
Die XXIII. Leichtathletik-Südamerikameisterschaften fanden vom 8. bis zum 16. Mai 1965 in Rio de Janeiro statt. Erfolgreichster Teilnehmer war der venezolanische Sprinter Víctor Maldonado Flores mit drei Goldmedaillen. Bei den Frauen gewann die Argentinierin Marta Buongiorno zwei Goldmedaillen und eine Silbermedaille.

## Männerwettbewerbe
Die Mannschaftswertung gewann bei den Männern die Mannschaft Brasiliens mit 171 Punkten vor den Argentiniern mit 148 Punkten und den Venezolanern mit 141 Punkten. Hinter den Chilenen mit 88 Punkten erreichten die Kolumbianer 50 Punkte vor Uruguay mit 24 Punkten und Peru mit 22 Punkten.

### 100-Meter-Lauf Männer
| Platz | Athlet           | Land | Zeit   |
| ----- | ---------------- | ---- | ------ |
| 1     | Iván Moreno      | CHI  | 10,4 s |
| 2     | Héctor Thomas    | VEN  | 10,5 s |
| 3     | Manuel Planchart | VEN  | 10,7 s |

Finale: 9. Mai

### 200-Meter-Lauf Männer
| Platz | Athlet          | Land | Zeit   |
| ----- | --------------- | ---- | ------ |
| 1     | Carlos Baron    | CHI  | 21,6 s |
| 2     | Hortensio Fucil | VEN  | 21,6 s |
| 3     | Iván Moreno     | CHI  | 21,9 s |

Finale: 13. Mai

### 400-Meter-Lauf Männer
| Platz | Athlet                  | Land | Zeit   |
| ----- | ----------------------- | ---- | ------ |
| 1     | Víctor Maldonado Flores | VEN  | 47,5 s |
| 2     | Pedro Grajales          | COL  | 47,5 s |
| 3     | Andres Calonge          | ARG  | 48,4 s |

Finale: 9. Mai

### 800-Meter-Lauf Männer
| Platz | Athlet        | Land | Zeit       |
| ----- | ------------- | ---- | ---------- |
| 1     | Leslie Mentor | VEN  | 1:54,5 min |
| 2     | Jorge Grosser | CHI  | 1:55,1 min |
| 3     | José Azevedo  | BRA  | 1:55,3 min |

Finale: 13. Mai

### 1500-Meter-Lauf Männer
| Platz | Athlet               | Land | Zeit       |
| ----- | -------------------- | ---- | ---------- |
| 1     | Tharso de Andrade    | BRA  | 3:53,9 min |
| 2     | Albertino Etchechury | URU  | 3:54,1 min |
| 3     | Domingo Amaisón      | ARG  | 3:54,5 min |

Finale: 9. Mai

### 5000-Meter-Lauf Männer
| Platz | Athlet          | Land | Zeit        |
| ----- | --------------- | ---- | ----------- |
| 1     | Domingo Amaisón | ARG  | 14:46,5 min |
| 2     | Mario Cutropia  | ARG  | 14:49,9 min |
| 3     | Ricardo Vidal   | CHI  | 14:53,8 min |

Finale: 8. Mai

### 10.000-Meter-Lauf Männer
| Platz | Athlet          | Land | Zeit        |
| ----- | --------------- | ---- | ----------- |
| 1     | Mario Cutropia  | ARG  | 31:39,1 min |
| 2     | Domingo Amaisón | ARG  | 32:01,0 min |
| 3     | Ricardo Vidal   | CHI  | 32:11,0 min |

Finale: 13. Mai

### Marathon Männer
| Platz | Athlet          | Land | Zeit        |
| ----- | --------------- | ---- | ----------- |
| 1     | Ricardo Vidal   | CHI  | 2:38:14,2 h |
| 2     | Dorival Silva   | BRA  | 2:38:22,4 h |
| 3     | Domingo Amaisón | ARG  | 2:40:12,4 h |

Finale: 16. Mai

### 110-Meter-Hürdenlauf Männer
| Platz | Athlet             | Land | Zeit   |
| ----- | ------------------ | ---- | ------ |
| 1     | Carlos Mossa       | BRA  | 15,2 s |
| 2     | Guillermo Vallanía | ARG  | 15,3 s |
| 3     | Hernando Arrechea  | COL  | 15,7 s |

Finale: 12. Mai

### 400-Meter-Hürdenlauf Männer
| Platz | Athlet                  | Land | Zeit   |
| ----- | ----------------------- | ---- | ------ |
| 1     | Víctor Maldonado Flores | VEN  | 51,5 s |
| 2     | Juan Carlos Dyrzka      | ARG  | 52,0 s |
| 3     | José Cavero             | PER  | 52,5 s |

Finale: 15. Mai

### 3000-Meter-Hindernislauf Männer
| Platz | Athlet               | Land | Zeit       |
| ----- | -------------------- | ---- | ---------- |
| 1     | Domingo Amaisón      | ARG  | 9:03,0 min |
| 2     | Albertino Etchechury | URU  | 9:07,5 min |
| 3     | Sebastião Mendes     | BRA  | 9:22,2 min |

Finale: 15. Mai

### 4-mal-100-Meter-Staffel Männer
| Platz | Athleten                                                                   | Land | Zeit   |
| ----- | -------------------------------------------------------------------------- | ---- | ------ |
| 1     | Joe Satow José Telles da Conceição Alfonso Coelho da Silva Araken da Costa | BRA  | 41,2 s |
| 2     | Arquímedes Herrera Manuel Planchart Romero Hortensio Fucil                 | VEN  | 41,3 s |
| 3     | Miguel Corvacho Francisco Gutierrez Tito Diago Pedro Grajales              | COL  | 41,6 s |

Finale: 15. Mai

### 4-mal-400-Meter-Staffel Männer
| Platz | Athleten                                                                      | Land | Zeit       |
| ----- | ----------------------------------------------------------------------------- | ---- | ---------- |
| 1     | Aristides Piñeda José Jacinto Hidalgo Hortensio Fucil Víctor Maldonado Flores | VEN  | 3:14,5 min |
| 2     | Amorim Joel Carvalho da Rocha Waldemar Montezano Ernande Eisele               | BRA  | 3:15,9 min |
| 3     | Carlos Heuchert Guillermo Vallanía Juan Carlos Dyrzka Andres Calonge          | ARG  | 3:17,3 min |

Finale: 16. Mai

### Hochsprung Männer
| Platz | Athlet            | Land | Höhe   |
| ----- | ----------------- | ---- | ------ |
| 1     | Eleuterio Fassi   | ARG  | 1,97 m |
| 2     | Roberto Abugattas | PER  | 1,97 m |
| 3     | Carlos Colchado   | PER  | 1,91 m |

Finale: 8. Mai

### Stabhochsprung Männer
| Platz | Athlet            | Land | Höhe   |
| ----- | ----------------- | ---- | ------ |
| 1     | Erico Barney      | ARG  | 4,25 m |
| 2     | Parmenio Restrepo | COL  | 3,95 m |
| 3     | Maurízio de Souza | BRA  | 3,90 m |

Finale: 12. Mai

### Weitsprung Männer
| Platz | Athlet                   | Land | Weite  |
| ----- | ------------------------ | ---- | ------ |
| 1     | Iván Moreno              | COL  | 7,29 m |
| 2     | Héctor Thomas            | VEN  | 7,24 m |
| 3     | José Telles da Conceição | BRA  | 7,06 m |

Finale: 9. Mai

### Dreisprung Männer
| Platz | Athlet           | Land | Weite   |
| ----- | ---------------- | ---- | ------- |
| 1     | Nelson Prudêncio | BRA  | 14,96 m |
| 2     | Mário Gomes      | BRA  | 14,87 m |
| 3     | Juan Ivanovic    | CHI  | 14,53 m |

Finale: 13. Mai

### Kugelstoßen Männer
| Platz | Athlet        | Land | Weite   |
| ----- | ------------- | ---- | ------- |
| 1     | José Jacques  | BRA  | 15,61 m |
| 2     | Luis di Cursi | ARG  | 15,29 m |
| 3     | Mario Peretti | ARG  | 15,00 m |

Finale: 12. Mai

### Diskuswurf Männer
| Platz | Athlet             | Land | Weite   |
| ----- | ------------------ | ---- | ------- |
| 1     | João Alexandre     | BRA  | 48,25 m |
| 2     | Dieter Gevert      | CHI  | 48,15 m |
| 3     | Dagoberto González | COL  | 48,04 m |

Finale: 15. Mai

### Hammerwurf Männer
| Platz | Athlet             | Land | Weite   |
| ----- | ------------------ | ---- | ------- |
| 1     | Roberto Chapchap   | BRA  | 56,62 m |
| 2     | José Vallejos      | ARG  | 54,94 m |
| 3     | Marceliano Borrero | COL  | 51,46 m |

Finale: 9. Mai

### Speerwurf Männer
| Platz | Athlet              | Land | Weite   |
| ----- | ------------------- | ---- | ------- |
| 1     | Ian Barney          | ARG  | 66,43 m |
| 2     | Patricio Etcheverry | CHI  | 64,45 m |
| 3     | Jesús Rodríguez     | VEN  | 64,28 m |

Finale: 8. Mai

### Zehnkampf Männer
| Platz | Athlet           | Land | Punkte |
| ----- | ---------------- | ---- | ------ |
| 1     | Héctor Thomas    | VEN  | 6555   |
| 2     | Roberto Caravaca | VEN  | 6028   |
| 3     | Renato Renk      | BRA  | 5486   |

15. und 16. Mai

## Frauenwettbewerbe
Die Mannschaftswertung bei den Frauen gewannen die Brasilianerinnen mit 98 Punkten vor der Mannschaft Argentiniens mit 81 Punkten und den Chileninnen mit 53 Punkten. Peru erhielt 6 Punkte, Uruguay 5 Punkte und Kolumbien 4 Punkte.

### 100-Meter-Lauf Frauen
| Platz | Athletin         | Land | Zeit   |
| ----- | ---------------- | ---- | ------ |
| 1     | Marta Buongiorno | ARG  | 12,2 s |
| 2     | Erica da Silva   | BRA  | 12,4 s |
| 3     | Emilia Dyrzka    | ARG  | 12,5 s |

Finale: 9. Mai

### 200-Meter-Lauf Frauen
| Platz | Athletin         | Land | Zeit   |
| ----- | ---------------- | ---- | ------ |
| 1     | Marta Buongiorno | ARG  | 25,3 s |
| 2     | Erica da Silva   | BRA  | 25,6 s |
| 3     | Ada Brener       | ARG  | 25,7 s |

Finale: 13. Mai

### 80-Meter-Hürdenlauf Frauen
| Platz | Athletin       | Land | Zeit   |
| ----- | -------------- | ---- | ------ |
| 1     | Emilia Dyrzka  | ARG  | 11,6 s |
| 2     | Carlota Ulloa  | CHI  | 12,0 s |
| 3     | Marisol Massot | CHI  | 12,1 s |

Finale: 16. Mai

### 4-mal-100-Meter-Staffel Frauen
| Platz | Athletinnen                                                       | Land | Zeit   |
| ----- | ----------------------------------------------------------------- | ---- | ------ |
| 1     | Edir Ribeiro Ferraz Leontina dos Santos Erica da Silva            | BRA  | 47,7 s |
| 2     | Alicia Kaufmanas Emilia Dyrzka Ada Brener Marta Buongiorno        | ARG  | 47,9 s |
| 3     | Nelly Orellana Maria Christina Ducci Carlota Ulloa Marisol Massot | CHI  | 49,0 s |

Finale: 16. Mai

### Hochsprung Frauen
| Platz | Athletin           | Land | Höhe   |
| ----- | ------------------ | ---- | ------ |
| 1     | Maria da Conceição | BRA  | 1,69 m |
| 2     | Aída dos Santos    | BRA  | 1,66 m |
| 3     | Irenice Rodrigues  | BRA  | 1,51 m |

Finale: 15. Mai

### Weitsprung Frauen
| Platz | Athletin         | Land | Weite  |
| ----- | ---------------- | ---- | ------ |
| 1     | Carlota Ulloa    | CHI  | 5,53 m |
| 2     | Alicia Kaufmanas | ARG  | 5,38 m |
| 3     | Edir Ribeiro     | BRA  | 5,28 m |

Finale: 12. Mai

### Kugelstoßen Frauen
| Platz | Athletin          | Land | Weite   |
| ----- | ----------------- | ---- | ------- |
| 1     | Norma Suárez      | ARG  | 12,93 m |
| 2     | Miriam Yutronic   | CHI  | 12,38 m |
| 3     | Eliana Bahamondes | CHI  | 12,25 m |

Finale: 13. Mai

### Diskuswurf Frauen
| Platz | Athletin        | Land | Weite   |
| ----- | --------------- | ---- | ------- |
| 1     | Miriam Yutronic | CHI  | 45,33 m |
| 2     | Odete Domingos  | BRA  | 39,92 m |
| 3     | Isolina Vergara | CHI  | 39,73 m |

Finale: 8. Mai

### Speerwurf Frauen
| Platz | Athletin        | Land | Weite   |
| ----- | --------------- | ---- | ------- |
| 1     | Kiyomi Nakagawa | BRA  | 41,51 m |
| 2     | Delia Vera      | PER  | 40,76 m |
| 3     | Rosa Molina     | CHI  | 40,23 m |

Finale: 16. Mai

## Medaillenspiegel
| Medaillenspiegel Endstand nach 31 Entscheidungen | Medaillenspiegel Endstand nach 31 Entscheidungen | Medaillenspiegel Endstand nach 31 Entscheidungen | Medaillenspiegel Endstand nach 31 Entscheidungen | Medaillenspiegel Endstand nach 31 Entscheidungen | Medaillenspiegel Endstand nach 31 Entscheidungen |
| Platz                                            | Land                                             | Gold                                             | Silber                                           | Bronze                                           | Gesamt                                           |
| ------------------------------------------------ | ------------------------------------------------ | ------------------------------------------------ | ------------------------------------------------ | ------------------------------------------------ | ------------------------------------------------ |
| 1                                                | Argentinien                                      | 10                                               | 8                                                | 7                                                | 25                                               |
| 2                                                | Brasilien                                        | 10                                               | 7                                                | 7                                                | 24                                               |
| 3                                                | Chile                                            | 6                                                | 5                                                | 8                                                | 19                                               |
| 4                                                | Venezuela                                        | 5                                                | 5                                                | 2                                                | 12                                               |
| 5                                                | Kolumbien                                        | –                                                | 2                                                | 5                                                | 7                                                |
| 6                                                | Peru                                             | –                                                | 2                                                | 2                                                | 4                                                |
| 6                                                | Uruguay                                          | –                                                | 2                                                | –                                                | 2                                                |